# Schloss Oberhöflein
Das Schloss Oberhöflein, ein ehemaliges Wasserschloss, ist ein Vierflügelbau mit zwei hohen Türmen in Oberhöflein (Gemeinde Weitersfeld) im Bezirk Horn in Niederösterreich. Es steht unter Denkmalschutz (Listeneintrag) und ist in einem sehr desolaten Zustand (2016).

## Geschichte
Im 13. Jahrhundert wurde Schloss Oberhöflein erstmals genannt. 1578 war es im Besitz von Andreas Kielman von Kielmannsegg. 1658 kaufte das Schloss Ernst Ferdinand Freiherr von Breuner. Umbauten erfolgten im 16. Jh. und 1724 durch Matthias Freiherr von Suttner. Seither ist es im Besitz der Freiherrn von Suttner. 1945 wurde unter anderem der Saal durch einen Brand beschädigt.
Im August 2021 war das Schloss Oberhöflein u. a. ein Drehort von Der Schutzengel der ORF-Landkrimireihe.

## Baubeschreibung

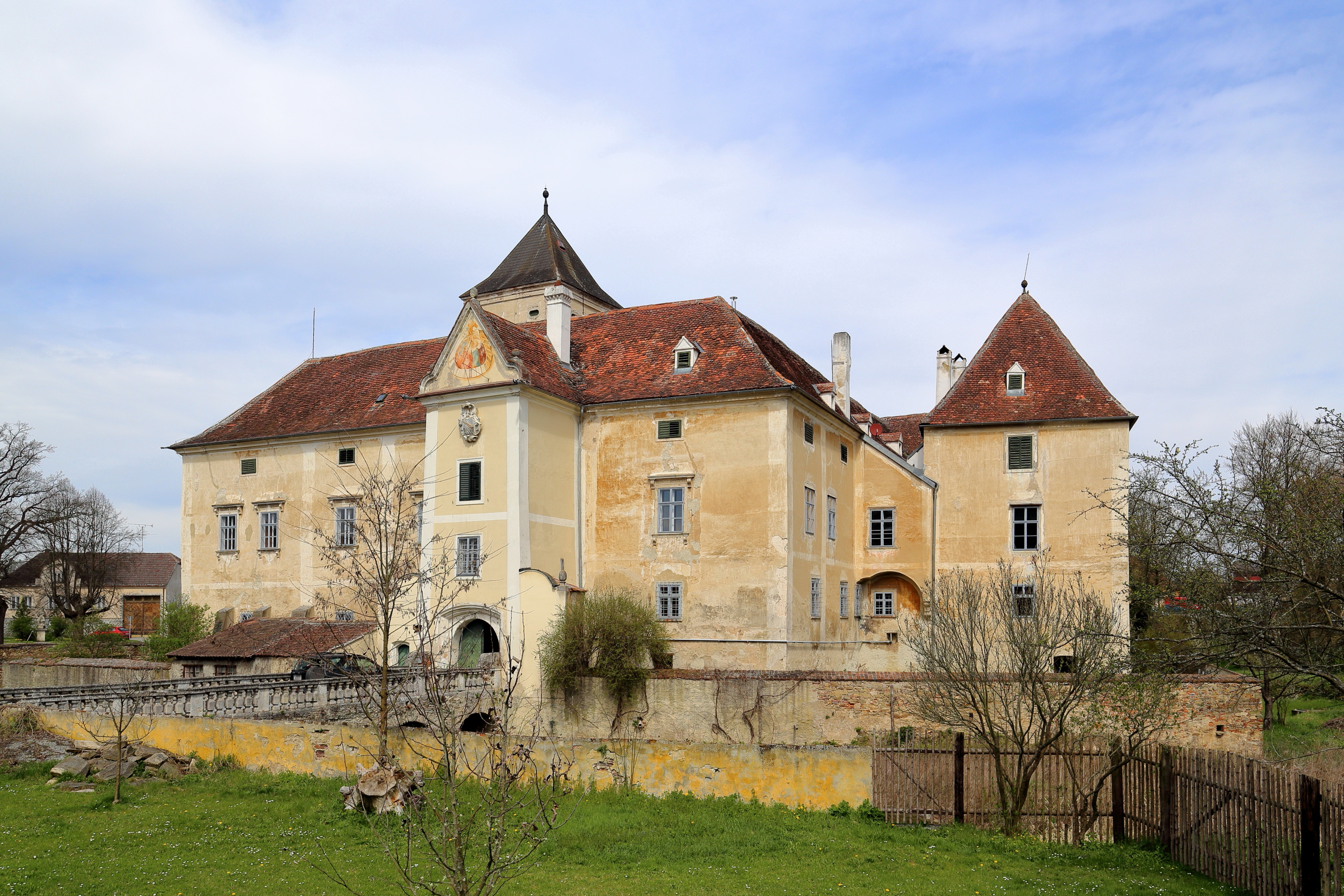
Südostansicht des Schlosses

### Außen
Die Burg wird nach wie vor von einem Ringgraben, über den eine steinerne Brücke zum Tor führt, umgeben. Das Rundbogenportal im Torturm ist mit einer Sonnenuhr verziert. An der Nordwestecke befindet sich ein zweiter, viereckiger Turm. An drei Seiten des Hofes befinden sich Arkadengänge aus der Renaissance. Neben dem Schloss liegen das Wirtschaftsgebäude und das Gasthaus zum Schwarzen Adler.

### Innen
Ein Südostzimmer zeigt illusionistische Wandmalereien von Johann Bergl und Martin von Molitor um 1770. Die Existenz eines früheren geheimen Ganges zum Wirtshaus wird von Schweickhardt erwähnt.

## Umgebung
Benachbarte Burgen bzw. Schlösser sind die Ruine Neudegg, Schloss Therasburg und Schloss Fronsburg.